# Осенєво
Осенєво (рос. Осеньево) — присілок в Дзержинському районі Калузької області Російської Федерації.
Населення становить 19 осіб. Входить до складу муніципального утворення Село Дворці.

## Історія
Від 2004 року входить до складу муніципального утворення Село Дворці.

## Населення
| 2002 | 2010 |
| ---- | ---- |
| 11   | ↗19  |